# چارلز ویلکینز
چارلز ویلکینز, (۱۷۴۹ – ۱۳ مِه ۱۸۳۶ میلادی) شرق‌شناس و حروفچین و عضو مؤسس انجمن سلطنتی آسیایی است. او مخترع حروف چاپی بنگالی و فرانسوی بوده است. از ویلکینز به عنوان اولین مترجم باگاواد گیتا به زبان انگلیسی یاد می‌شود. وی در سال ۱۷۸۸ برای عضویت در انجمن سلطنتی انتخاب شد.

## زندگی‌نامه
ویلکینز در سال ۱۷۴۹ در فروم انگلستان زاده شد. او در جوانی آموزش حروفچینی دید و در سال ۱۷۷۰ به عنوان یک حروفچین و نویسنده به خدمت شرکت هند شرقی درآمد و به هند رفت. توانایی او در یادگیری زبان به او این فرصت را داد تا به سرعت زبان‌های فارسی و بنگالی را بیاموزد. ویلکینز در سال ۱۷۸۱ به عنوان مترجم زبان‌های فارسی و بنگالی در «کمیساریای درآمد» و سرپرست انتشارات کمپانی منصوب شد.
چارلز ویلکینز در سال ۱۷۸۴ با کمک ویلیام جونز انجمن آسیایی بنگال را ایجاد کرد.